# Teofil Klas
Teofil Klas (vl. jménem Jozef Zavarský, pseudonymy Teofil Klas, Laco Kriváň) (12. listopadu 1940, Trnava – 27. února 2025) byl slovenský básník a překladatel, tajemník Spolku slovenských spisovatelů.

## Životopis
Vzdělání získával v Popradu, Trnavě a na Univerzitě Komenského v Bratislavě, kde studoval na přírodovědecké fakultě. V letech 1958–1989 pracoval jako redaktor Technických novin a současně v letech 1985–1989 byl také redaktorem ilegálního křesťanského časopisu Rodinné společenství. V letech 1990–1993 byl redaktorem a šéfredaktorem Katolických novin, v roce 1993 také pracoval v redakci časopisu Impulzy, kde byl zástupcem šéfredaktora, v letech 1993–1995 byl sekretářem redakce Technických novin, v letech 1995–1997 knižním redaktorem vydavatelství Nové mesto, v letech 1998–1999 pracoval jako redaktor týdeníku Kultura a od roku 2000 byl v důchodu.

## Tvorba
První literární díla začal publikovat již během středoškolských studií, v roce 1968 pořídil knižně svou první sbírku básní Zaklínadlo a v publikování pokračoval až o 20 let později, když začal vydávat své básně. Psal meditativní poezii, básnické cykly, a kromě vlastní tvorby se věnuje i překladům poezie z němčiny (Friedrich Schiller).

## Dílo

### Poezie
- 1968 – Zaklínadlo
- 1989 – Chceme nést pečeť Ducha
- 1993 – Nejblíže k Taju
- 1995 – Z noci se kráčí do světla
- 1996 – Postní akordy
- 1996 – Putování do Loreta
- 1999 – Hlas kněze Gorazda
- 2008 – Psí paraboly
- 2010 – Jednou prošlo rádlem

### Překlady
- 1996 – Friedrich Schiller: Píseň o zvonu